# 辛格尔顿船长

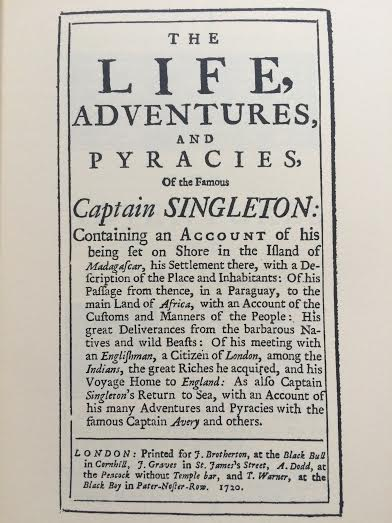
1972年重印版小说的封面

《辛格爾頓船長的生平、冒險和海盜作為》是丹尼爾·笛福的小說，最初出版於1720年。自那以後，該書已多次再版，其中有些是在1840年、1927年、1972年和2008年出版的。辛格爾頓船長被認為在一定程度上受到了17世紀末英國海盜亨利·埃弗的啓發。
故事描述了英國人辛格爾頓的一生，他從小被一個富裕的家庭偷走，由吉普賽人撫養長大，最終踏上了航海之路。書的前半部分講述了辛格爾頓穿越非洲的故事，後半部分講述了他在印度洋和阿拉伯海的海盜生涯。笛福對海盜的描述主要集中在經濟和物流問題上，而辛格爾頓的海盜行為更像一個商人冒險家，也許也包括了笛福對他那個時代重商主義的評論。

## 書中角色
- 鲍勃·辛格顿船长（Captain Bob Singleton）
- 威廉·沃尔特斯，贵格会教徒 William Walters, a Quaker
- 威尔默特船长Captain Wilmot
- 艾弗里船長 Captain Avery

## 主题
- 海盗行为- 小说与海盜行為本身的关系并不像它与书名的关系那样密切。海盗的概念为他的航行提供了一个正当的理由，但在小说的结尾，他抛弃了这个概念，取而代之的是商人的身份。[6]
- 重商主義
- 探險- 《辛格尔顿船长》在地理上的範圍非常广泛，覆盖了南安普敦、里斯本、东印度群岛、博纳斯佩朗萨港、马达加斯加、非洲、西印度群岛、黑海和亚洲群岛。他的航海之旅反映了哥伦布、麦哲伦和伽马的航海之旅。
- 征服
- 奴隸制度-  《辛格尔顿船长》是笛福在小说中对奴隶制的探索的一部分。一些研究把重点放在《辛格尔顿船长》与《非洲奴隶评论》的关系上，甚至认为它可能被解读为一部关于奴隶制的小说。小说中有对“种植园”的讨论;“一个不自由的，艰苦劳动的地方”，并通过调用“种植园”，笛福展示了北美殖民地和加勒比地区实行的奴隶制和奴役之间的分离。[…一个英国孩子可以被“卖掉”（作者以一种随意的方式援引了这句话，仿佛这并不是一件不寻常的事情）的概念表明，新大陆的奴隶制并没有陷入种族歧视的二分法。”[7]这部小说探索了许多不同种类的奴隶制，笛福的角色所处的环境中，他既能被奴役，也能被奴役。这种经验的二元性在小说中形成了一个反复出现的主题，说明了许多形式的奴役和关于奴役的信仰。这篇文章代表了对18世纪人类被奴役的焦虑。奴隶在身体上和隐喻上都表现出随着贸易、民族和人类本性的冲突而变化的概念。[…笛福通过《辛格尔顿船长》，广泛地评论了不同形式的奴役（作为主人和奴隶），尽管是从一个非常以欧洲为中心的视角进行过滤的。[7]

## 情节概要
著名的辛格尔顿船长（1720年）的《生活、冒险和Pyracies》一书将陆地和海洋合二为一，分成两部分。小说的前半部分讲述了主人公被困在马达加斯加岛后穿越非洲大陆的一段非凡的陆上跋涉，后半部几乎完全是在海上，涉及东印度群岛的海盗抢劫。最后，鲍勃船长和他的好朋友威廉·沃尔特斯伪装成亚美尼亚人，带着他们的战利品经由威尼斯回到英国。'

## 情节（深度）
在小说的开头，辛格尔顿还是个小男孩的时候，被一个乞讨的女人绑架并卖给了一个吉普赛人。他作为一个教区的监护被抚养长大，12岁时被送到海上。不久，他被土耳其海盗抓获，被葡萄牙的水手救了出来。在葡萄牙呆了两年之后，他乘船前往东印度群岛。根据他自己的描述，年轻的辛格尔顿是一个小偷，他从船长那里偷东西，并怀有杀害主人的欲望。由于在一场未遂的叛乱中差点被绞死，辛格尔顿和四名同伴被带到马达加斯加海岸的岸上。船上的其他几十名水手也加入了他们的行列，接下来的故事讲述了他们在岛上生存的努力。  水手们找到并重建了一艘废弃的船，最终决定去非洲旅行。欧洲人与非洲土著人相遇，他们足智多谋，但却很残忍。
在危险的旅途中，辛格尔顿凭借他的无畏和聪明才智成为了团队的领导者。他是一个冷酷的实用主义者，他缺乏同情心，只有他的生存才能超越他。当他们找到一个受伤的本地人时，辛格尔顿的决定完全是基于权宜之计。 辛格尔顿在考虑让土著死去后做出了决定，他们可能会发现这个人对他们有用。在这片充满豹子、大象、鳄鱼和蛇的土地上艰难跋涉，旅行者们避开了灾难，因为他们拥有现代武器，而且欧洲人相信理性而不是魔法。游行者遇到一个英国商人，他一直与当地人生活在一起，他劝说辛格尔顿和他的同伴们停下来一会儿，以便挖掘金子。冒险家们把金子和象牙装在身上，最后到达了荷兰人的定居点，在那里他们瓜分了战利品，并立即分道扬镳。
辛格尔顿把他的财富花在了英国，他再次出发，这次是去西印度群岛，在那里，他自吹自擂地承认，他很快就变成了海盗。辛格尔顿的能力给他带来了很高的指挥能力，尽管他的海盗活动助长了一种无处不在的冷漠，有时甚至会导致残酷。他否认他的部下犯下了某些暴行，但平静地承认“所做的事情比在这里所说的还要多”（第188页）。在小说的这一部分中，事件迅速堆积起来，在追逐和海战中，辛格尔顿证明了自己是一个能干、勇敢和富有想象力的领导者。从印度，场景转移到东非海岸和马达加斯加，海盗继续掠夺和航行不安，寻找新的征服。笛福描绘了这样一种人，他们对黄金的热爱不如对冒险的需要那么迫切。这种对新奇事物的渴望把辛格尔顿和他的手下带到太平洋，远至菲律宾，然后他们又回到印度洋和锡兰。
朋友威廉，一位贵格会外科医生，成为故事的中心，因为他智胜了一位锡兰国王，救了一位荷兰奴隶。威廉在与印度的英国商人的贸易谈判中取得了成功，进一步显示了他的足智多谋。他忠诚而勇敢地为单格尔顿服务，就像星期五那样:此外，他是一位基督教人道主义者和治疗师，最终说服了他的船长，海盗的生活没有出路。当辛格尔顿在忏悔的痛苦中考虑自杀时，威廉使他确信，取人性命的想法是“魔鬼的想法”（第332页），因此必须被忽略。
当他们回到英国，他们决定在一起度过余生。独生子女嫁给了威廉的妹妹，一个寡妇，故事很快在家庭和睦的音符中结束。